# Districtul Kap Choeng
Kap Choeng (în thailandeză กาบเชิง) este un district (Amphoe) din provincia Surin, Thailanda, cu o populație de 59.589 de locuitori și o suprafață de 574,0 km².

## Componență
Districtul este subdivizat în 6 subdistricte (tambon), care sunt subdivizate în 91 de sate (muban).
| Nr. | Nume         | În thailandeză | Sate | Locuitori |  |
| --- | ------------ | -------------- | ---- | --------- |  |
| 1.  | Kap Choeng   | กาบเชิง         | 19   | 14,123    |  |
| 4.  | Khu Tan      | คูตัน            | 14   | 5,601     |  |
| 5.  | Dan          | ด่าน            | 17   | 12,729    |  |
| 6.  | Naeng Mut    | แนงมุด          | 15   | 10,594    |  |
| 7.  | Khok Takhian | โคกตะเคียน      | 13   | 11,435    |  |
| 10. | Takhian      | ตะเคียน         | 13   | 5,107     |  |